# E692号線
E692号線(E692ごうせん、英: European route E692) はジョージアのバトゥミから、サムトレディアを結ぶ、欧州自動車道路のBクラス幹線道路。

## 経路
- ジョージア
  - ジョージア高速道路S12号線
    - E70号線 – バトゥミ
    - E97号線

  - オズルゲティ
  - E60号線 – サムトレディア